# Giù il sipario
Pour plus de détails, voir Fiche technique et Distribution.
Giù il sipario est une comédie italienne réalisée par Raffaello Matarazzo et sortie en 1940.
Le scénario est adapté de la pièce de théâtre Dietro le scene créée par Francesco Augusto Bon (it).

## Synopsis

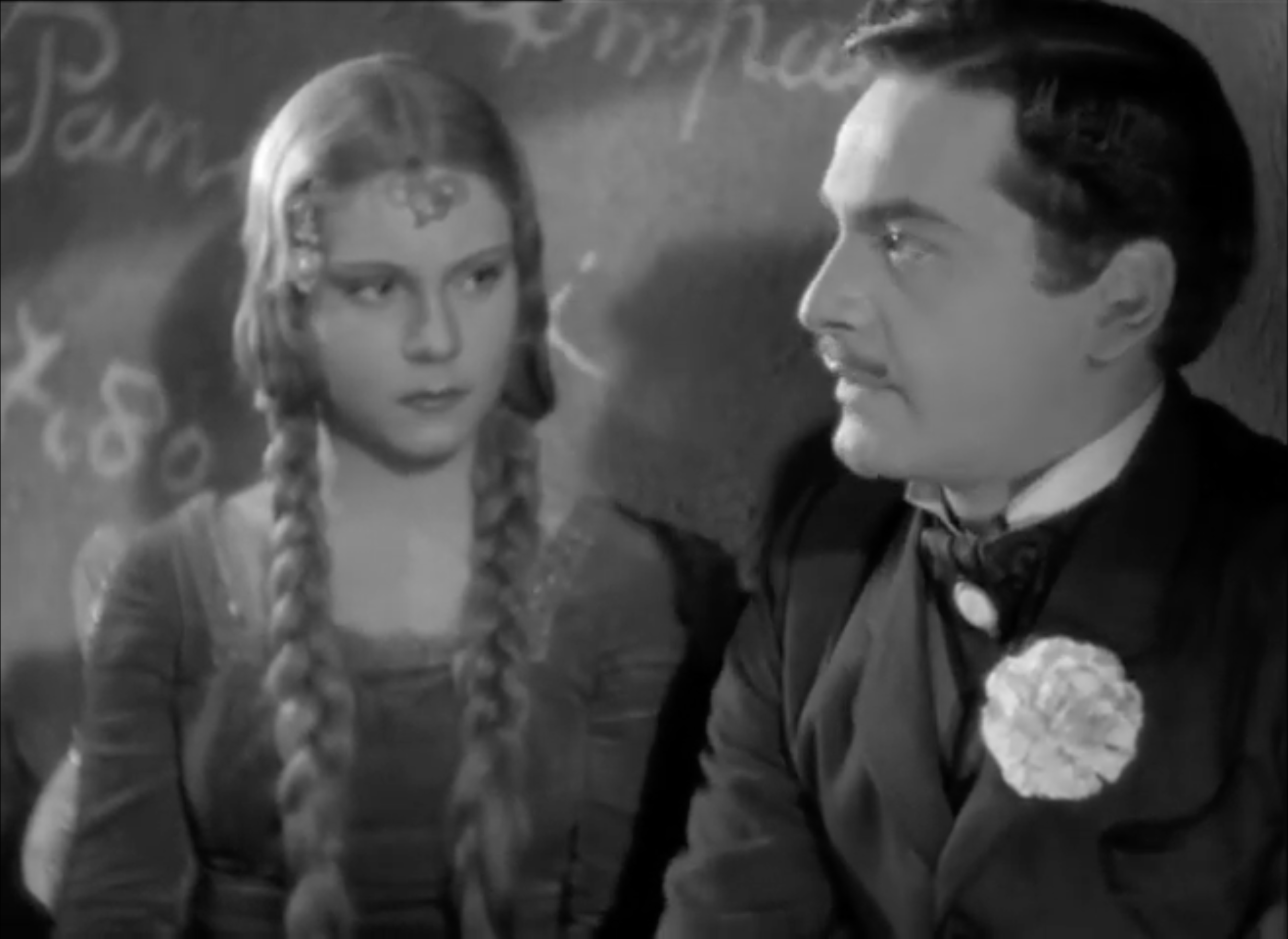
Lilia Silvi et Andrea Checchi dans une scène du film.

Le jeune neveu d'un riche propriétaire terrien ambitionne de devenir dramaturge et il écrit une tragédie qu'il fait jouer par une troupe de guitti. Le jeune draturge est d'ailleurs amoureux de la fille du directeur chroniquement désargenté de la troupe. Mais la jeune fille ne semble pas interessée par lui.
Son riche oncle, en revanche, opposé aux aspirations de son neveu, qu'il juge frivoles, se précipite au théâtre où doit avoir lieu la première de la pièce et conclut un marché avec le dramaturge, lui promettant un paiement somptueux qui lui permettra d'éponger toutes ses dettes, afin de faire échouer la pièce.
Mais l'oncle, en se promenant dans les loges, rencontre l'une des actrices et en tombe amoureux, ce qui le fait changer d'avis sur le théâtre. Il rappelle alors l'auteur et lui ordonne, en doublant la rémunération déjà convenue, de faire de la représentation un succès. Ce que l'acteur expérimenté réussit à faire grâce à un habile stratagème. Le spectacle sera un grand succès et le jeune auteur finira par trouver l'amour avec la fille du dramaturge.

## Fiche technique
- Titre original italien : Giù il sipario[1] (litt. « Baisse de rideau »)
- Réalisation : Raffaello Matarazzo
- Scénario : Alessandro De Stefani, Raffaello Matarazzo, d'après la pièce Dietro le scene créée par Francesco Augusto Bon (it)
- Photographie : Giorgio Stilly
- Montage : Renzo Lucidi
- Musique : Alexandre Derevitsky (it)
- Décors : Maria De Matteis
- Production : Cariddi Barbieri
- Société de production : Astra Film
- Pays de production :  Royaume d'Italie
- Langue originale : italien
- Format : Noir et blanc - 1,37:1 - Son mono - 35 mm
- Durée : 78 minutes
- Genre : comédie
- Dates de sortie :
  - Royaume d'Italie : 20 avril 1940 (visa délivré le 15 avril 1940[1])

## Distribution
- Sergio Tofano : l'acteur principal, M. Cirillo
- Lilia Silvi : sa fille Carlotta, jeune actrice
- Andrea Checchi : Demetrio De Cupis, jeune dramaturge en herbe
- Lola Braccini : actrice
- Rosetta Tofano : actrice principale
- Achille Majeroni (it) : acteur et poète
- Armando Migliari : oncle de Demetrio
- Giulio Panicali : acteur de la compagnie théâtrale
- Emilio Petacci : acteur de la compagnie théâtrale
- Claudio Ermelli : acteur de la compagnie théâtrale
- Giacomo Almirante : acteur dans la compagnie de théâtre
- Luigi Barberi : créancier
- Aristide Garbini : factotum du théâtre